# Побег (фильм, 1948)
«Побег» (англ. Escape) — американо-британский триллер режиссёра Джозефа Манкевича 1948 года по одноимённой пьесе Джона Голсуорси (1926), ранее уже экранизированной.

## Сюжет
Действие картины разворачивается после окончания Второй мировой войны, когда герой войны, летчик Королевских ВВС Мэтт Денант (Рекс Харрисон), защищая в парке проститутку, случайно убивает пристающего к ней полицейского. Мэтта осуждают на три года тюрьмы, однако, считая приговор несправедливым, он совершает побег, скрываясь сначала у приютившей его девушки Доры Уинтон (Пегги Камминс), которая убеждает его сдаться властям, а после неудачной попытки улететь на самолёте во Францию находит убежище в церкви. Когда полиция окружает церковь, Мэтт, не желая подвести приютившего его священника, сдаётся властям, уверенный в том, что Дора будет ждать его.

## В ролях
- Рекс Харрисон — Мэтт Денант
- Пегги Камминс — Дора Уинтон
- Уильям Хартнелл — инспектор Харрис

## Критика
Современный кинокритик Крейг Батлер полагает, что фильм «стремится походить на захватывающий хичкоковский триллер, однако этому мешает довольно тяжеловесный исходный материал. Пьеса Джона Голсуорси, фактически представляющая собой трактат о добре и зле, о грехе и неспособности человека избежать греха без помощи божественного влияния, была существенно облегчена сценарием Филиппа Данна, а также напряжённой и умелой постановкой Манкевича. Когда им удается отбросить религиозную риторику и символизм, зрители могут насладиться более чем приличной историей, в которой есть всё, что необходимо для обеспечения напряжённости и нервного возбуждения. Манкевич проделывает очень хорошую работу, подчёркивая сильные стороны сценария, и использует ряд интересных визуальных штрихов, чтобы оживлять ситуацию во время обсуждения моральных и других важных вопросов». Отметив также сильную игру Харрисона в главной роли, Батлер в заключение указывает, что «ни он, ни Манкевич не могут в полной мере преодолеть ограниченность сценария, чтобы сделать этот фильм классикой, тем не менее они делают его весьма захватывающим».